# Kubán (Egyiptom)

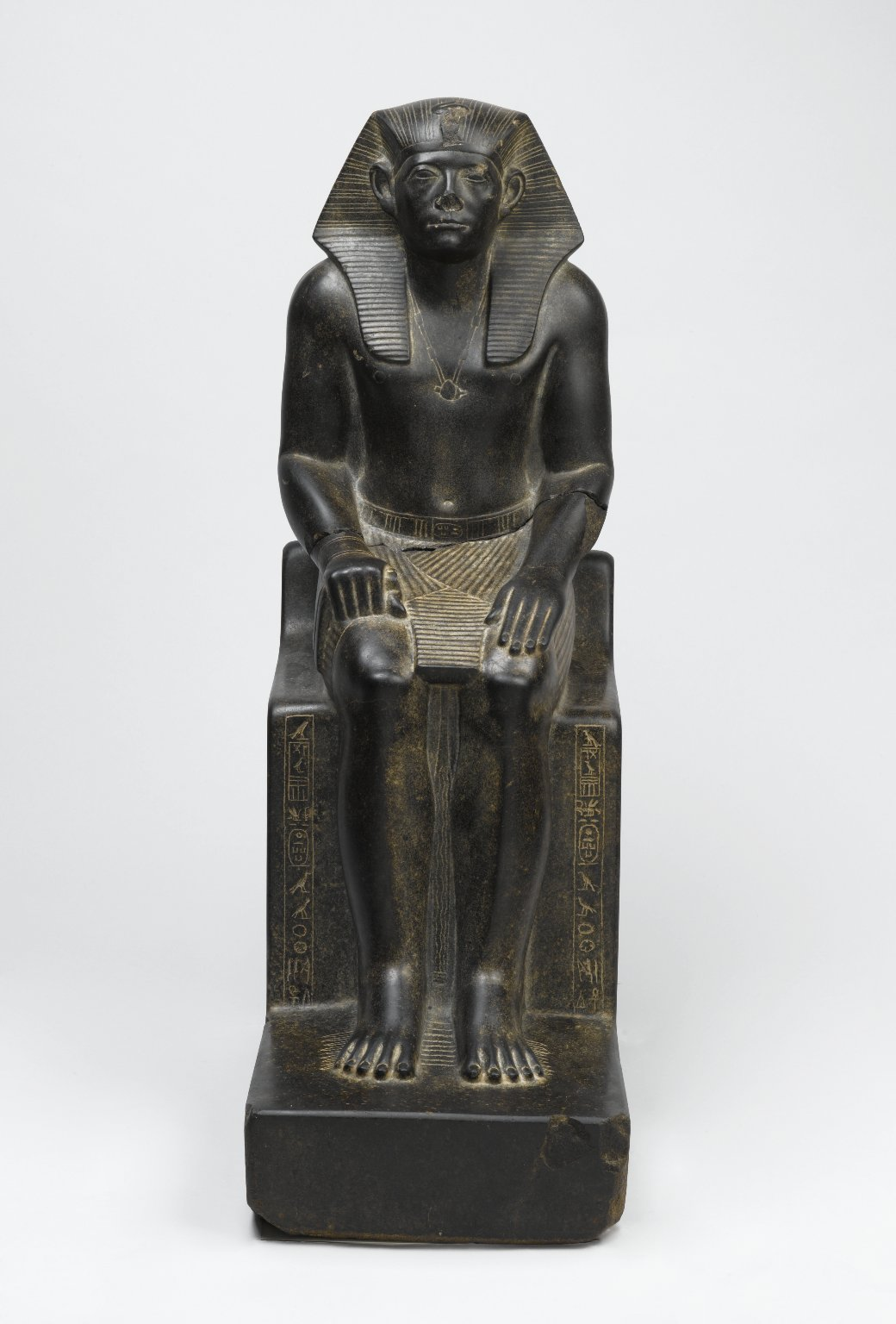
III. Szenuszert gránitszobra

Kubán erődjét III. Szenuszert fáraó emeltette az ókori Egyiptom és Núbia határvidékén, a Nílus 2. kataraktájához közel létrehozott erődlánc tagjaként a mai Szudán északi részén. Az erődlánc további, fontosabb tagjai Buhen, Szemna (három erőddel) és az Uronarti mellett épült Toska voltak; mindegyik vályogtéglából épült.
Kubánban is változatlanul él tovább az egyiptomi erődépítészetnek az a hagyománya, amely szerint a falakat bástyákkal erősítették meg. Tetejüket pártázat koronázta.
A sík terepen épült erőd alaprajza téglalapot formáz. Az egyetlen utcára szervezett forma valószínűleg az egyiptomi katonai táborok elrendezését utánozta.